# Seznam českých příjmení, Z
Toto je seznam českých příjmení začínajících na písmeno Z. Seznam zatím zahrnuje pouze příjmení s více než 250 mužskými nositeli.
| Příjmení    | Počet | Přechýleně    | Počet | ORP s největší hustotou  |
| ----------- | ----- | ------------- | ----- | ------------------------ |
| Zeman       | 8 751 | Zemanová      | 8 994 | Pacov                    |
| Zapletal    | 3 552 | Zapletalová   | 3 680 | Konice                   |
| Zelenka     | 3 084 | Zelenková     | 3 152 | Vlašim                   |
| Zajíček     | 2 531 | Zajíčková     | 2 602 | Konice                   |
| Zahradník   | 2 222 | Zahradníková  | 2 236 | Nová Paka                |
| Zajíc       | 2 180 | Zajícová      | 2 323 | Semily                   |
| Zavadil     | 2 177 | Zavadilová    | 2 209 | Kroměříž                 |
| Zatloukal   | 1 979 | Zatloukalová  | 2 060 | Konice                   |
| Zelený      | 1 729 | Zelená        | 1 708 | Nové Město nad Metují    |
| Zemánek     | 1 696 | Zemánková     | 1 705 | Boskovice                |
| Zelinka     | 1 695 | Zelinková     | 1 761 | Jilemnice                |
| Zima        | 1 469 | Zimová        | 1 516 | Nový Bydžov              |
| Záruba      | 1 455 | Zárubová      | 1 464 | Chotěboř                 |
| Zbořil      | 1 440 | Zbořilová     | 1 510 | Konice                   |
| Zámečník    | 1 433 | Zámečníková   | 1 385 | Uherský Brod             |
| Zach        | 1 298 | Zachová       | 1 408 | Horažďovice              |
| Zíka        | 1 221 | Zíková        | 1 298 | Pacov                    |
| Zlámal      | 1 200 | Zlámalová     | 1 254 | Kroměříž                 |
| Zikmund     | 1 194 | Zikmundová    | 1 326 | Mnichovo Hradiště        |
| Zavřel      | 1 071 | Zavřelová     | 1 074 | Hlinsko                  |
| Zouhar      | 1 046 | Zouharová     | 1 093 | Blansko                  |
| Zoubek      | 957   | Zoubková      | 997   | Hustopeče                |
| Zábranský   | 928   | Zábranská     | 912   | Bystřice pod Hostýnem    |
| Zahrádka    | 921   | Zahrádková    | 973   | Třebíč                   |
| Zálešák     | 898   | Zálešáková    | 906   | Uherský Brod             |
| Zvěřina     | 889   | Zvěřinová     | 851   | Nymburk                  |
| Zezula      | 877   | Zezulová      | 920   | Velké Meziříčí           |
| Zdražil     | 867   | Zdražilová    | 1 012 | Hlinsko                  |
| Zedník      | 853   | Zedníková     | 854   | Ivančice                 |
| Zahradníček | 725   | Zahradníčková | 763   | Vyškov                   |
| Zemek       | 708   | Zemková       | 782   | Uherský Brod             |
| Zaoral      | 688   | Zaoralová     | 696   | Přerov                   |
| Zdráhal     | 663   | Zdráhalová    | 740   | Lipník nad Bečvou        |
| Zahálka     | 643   | Zahálková     | 666   | Holice                   |
| Zdeněk      | 643   | Zdeňková      | 620   | Horažďovice              |
| Zimmermann  | 633   | Zimmermannová | 648   | Mikulov                  |
| Zajac       | 626   | Zajacová      | 580   | Blovice                  |
| Zich        | 613   | Zichová       | 989   | Bystřice nad Pernštejnem |
| Zadražil    | 590   | Zadražilová   | 572   | Pacov                    |
| Zítka       | 525   | Zítková       | 1 242 | Bystřice nad Pernštejnem |
| Zmeškal     | 519   | Zmeškalová    | 575   | Bystřice pod Hostýnem    |
| Závodný     | 519   | Závodná       | 544   | Frýdlant nad Ostravicí   |
| Záleský     | 494   | Záleská       | 526   | Holice                   |
| Zika        | 462   | Ziková        | 467   | Svitavy                  |
| Zedníček    | 443   | Zedníčková    | 457   | Pohořelice               |
| Zamazal     | 429   | Zamazalová    | 389   | Telč                     |
| Zvolánek    | 422   | Zvolánková    | 439   | Chotěboř                 |
| Zábojník    | 409   | Zábojníková   | 423   | Luhačovice               |
| Záhora      | 391   | Záhorová      | 416   | Rýmařov                  |
| Zezulka     | 387   | Zezulková     | 419   | Králíky                  |
| Zápotocký   | 385   | Zápotocká     | 388   | Kolín                    |
| Zítek       | 384   | Zítková       | 1 242 | Milevsko                 |
| Zejda       | 380   | Zejdová       | 401   | Třebíč                   |
| Zbranek     | 379   | Zbranková     | 379   | Vsetín                   |
| Zachoval    | 379   | Zachovalová   | 369   | Blansko                  |
| Zíma        | 374   | Zímová        | 417   | Beroun                   |
| Zadina      | 367   | Zadinová      | 347   | Havlíčkův Brod           |
| Znamenáček  | 361   | Znamenáčková  | 370   | Říčany                   |
| Zýka        | 352   | Zýková        | 380   | Rokycany                 |
| Zicha       | 347   | Zichová       | 989   | Vizovice                 |
| Zástěra     | 346   | Zástěrová     | 360   | Žďár nad Sázavou         |
| Ziegler     | 338   | Zieglerová    | 372   | Přeštice                 |
| Zvoníček    | 337   | Zvoníčková    | 350   | Valašské Klobouky        |
| Zukal       | 335   | Zukalová      | 316   | Blansko                  |
| Zátopek     | 332   | Zátopková     | 353   | Frenštát pod Radhoštěm   |
| Zídek       | 325   | Zídková       | 455   | Vimperk                  |
| Záveský     | 325   | Záveská       | 334   | Týn nad Vltavou          |
| Zedek       | 311   | Zedková       | 297   | Lipník nad Bečvou        |
| Zedek       | 311   | Zedeková      | 30    | Lipník nad Bečvou        |
| Zázvorka    | 308   | Zázvorková    | 295   | Slaný                    |
| Zvonek      | 303   | Zvonková      | 322   | Valašské Klobouky        |
| Zvonek      | 303   | Zvoneková     | 2     | Valašské Klobouky        |
| Zumr        | 301   | Zumrová       | 301   | Lysá nad Labem           |
| Zita        | 296   | Zitová        | 325   | Bystřice nad Pernštejnem |
| Zítko       | 290   | Zítková       | 1 242 | Nové Město nad Metují    |
| Závodský    | 286   | Závodská      | 301   | Telč                     |
| Zavoral     | 284   | Zavoralová    | 294   | Litomyšl                 |
| Zachariáš   | 271   | Zachariášová  | 312   | Havlíčkův Brod           |
| Zíta        | 271   | Zítová        | 284   | Varnsdorf                |
| Zetek       | 270   | Zetková       | 424   | Valašské Meziříčí        |
| Zachar      | 268   | Zacharová     | 442   | Veselí nad Moravou       |
| Závorka     | 268   | Závorková     | 266   | Rožnov pod Radhoštěm     |
| Zoul        | 266   | Zoulová       | 371   | Votice                   |
| Zachař      | 265   | Zachařová     | 274   | Trhové Sviny             |
| Zuska       | 264   | Zusková       | 266   | Rakovník                 |
| Zdařil      | 262   | Zdařilová     | 272   | Olomouc                  |
| Zlatník     | 252   | Zlatníková    | 255   | Nová Paka                |
| Zifčák      | 252   | Zifčáková     | 243   | Rýmařov                  |